# Gabriel Sâncrăian
Gabriel Sâncrăian est un haltérophile roumain.

## Carrière
Lors des Jeux olympiques de 2016 dans la catégorie des moins de 85 kg, il termine troisième ; ce dernier est contrôlé positif pour l'excès de testostérone en octobre 2016. La Fédération internationale d'haltérophilie décide d'attribuer la médaille de bronze au quatrième haltérophile Denis Ulanov qui lui sera remis lors des championnats du monde d'haltérophilie 2018.

## Palmarès

### Jeux olympiques
- Rio de Janeiro 2016
  -  Médaille de bronze en moins de 85 kg. Disqualifié à la suite d'un contrôle antidopage positif[2].

### Championnats d'Europe d'haltérophilie
- Championnats d'Europe d'haltérophilie 2012 à Antalya
  -  Médaille de bronze en moins de 85 kg.